# Sulkivka, Hmilnîk
Sulkivka (în ucraineană Сулківка) este localitatea de reședință a comunei Sulkivka din raionul Hmilnîk, regiunea Vinnița, Ucraina.

## Demografie
Componența lingvistică a localității Sulkivka
     Ucraineană (99,43%)
     Alte limbi (0,57%)
Conform recensământului din 2001, majoritatea populației localității Sulkivka era vorbitoare de ucraineană (99,43%), existând în minoritate și vorbitori de alte limbi.